# Дрипе, Андрейс Янович
Дрипе, Андрейс Янович  (латыш. Andrejs Dripe; 5 июня 1929 — 3 ноября 2013) — латышский прозаик, сценарист, публицист, руководитель Союза писателей Латвии с 1979-го по 1984 год. Заслуженный деятель культуры Латвийской ССР (1979).

## Биография
Родился 5 июня 1929 года в Валмиере в семье дорожного инженера. Начал учиться во 2-й Валмиерской народной школе.
После войны семья переехала в Ригу, где Андрей закончил среднюю школу № 1 (1949). Рано женился и, чтобы обеспечивать семью, решил стать педагогом, получив образование в педагогическом классе средней школы  № 4 в Риге (1950).
Работал учителем в семилетках в Аташиене и Кемпе, в Спалиньской основной школе посёлка Палсмане, в Палсманской средней школе.
Начало литературной деятельности относится к 1956 году, когда в журнале «Bērnība» был опубликован рассказ «Lielās zivis» («Большие рыбы»).
C 1960-го по 1969 год Дрипе работал педагогом в колонии для несовершеннолетних. Этот опыт лег в основу ряда произведений автора, многие из которых были экранизированы. Первым в латышской советской литературе он поднял проблемы перевоспитания трудных подростков, эффективности наказаний и причин, по которым дети становятся преступниками.
Заочно окончил географический факультет Латвийского университета (1964), после чего был принят на работу по совместительству в Цесисский краеведческий музей (1964-1969).
Андрей Дрипе был секретарём правления Союза советских писателей Латвии с 1979 года, потом был консультантом по прозе (1981—1985). В Союзе Дрипе занимал как оплачиваемые, так и общественные посты: вступив в КПСС в 1975 году, он был секретарём первичной парторганизации Союза писателей. В 1982 году Дрипе стал информатором КГБ.
В 1980-е годы Дрипе выступал в жанре публицистики и путевых очерков, которые набирали популярность в прессе СССР. В это время он вместе с женой Зигридой посетил Венгрию, Сирию и Ближний Восток, Югославию, ФРГ, Швецию, Финляндию и Канаду.  В 1984 году состоялась его частная поездка в ФРГ по приглашению местной латышки Дзидры Вилки, брат которой, инженер Арнольд Дзелзкалнс-Дзелзкалейс, занимал пост генерального секретаря немецкого отделения Латвийского Центрального совета. Исследуя жизнь молодёжи в ФРГ и сравнивая её с жизнью молодого поколения на родине, Дрипе отразил в своих заметках такие явления, как безработица, дискриминация, забастовки, сериалы, гороскопы, публикации о сексе в молодёжных изданиях, высокие цены: “Проживать впустую месяц за месяцем, понимая, что время идет, а ты никто, другие работают, а ты живешь за их счёт, тебе это не кажется  ужасным?”
Умер 3 ноября 2013 года в Риге.

## Произведения
- «Lielās zivis» (1956)
- «Mežciema puikas» (1956)
- «Četri ceturkšņi» (1962)
- «Ceļa zīmes» (1966)
- «Cietā galva» (1970)
- «Pēdējā barjera» (1971)
- «Tā tas varētu būt» (1973)
- «Kolonijas audzinātāja piezīmes» (1975)
- «Brīnumu meklējot» (1976)
- «Bet kā ar meitenēm?» (1978)
- «Vēstules no kolhoza» (1981)
- «No piesardzīga optimista pozīcijas» (1984)
- «Līdzatvestais» (1986)
- «Mazā brīvība» (1989)
- «Bez skaistas maskas» (1-3, 1993—1994)

## Переводы на русский язык
- «Четыре четверти», пер. с латышского Л. Лубей. Рига: Латвийское государственное издательство (1964)
- «Крепкая голова», пер.с латышского В. Семеновой. Рига: Лиесма (1972)
- «Последний барьер», авторизованный пер. с латышского. Рига: Лиесма (1976), Москва: Советский писатель (1979)
- «Письма из колхоза», пер. с латышского Л. Лубей. Рига: Авотс (1981)
- «Записки воспитателя», пер.с латышского. Москва: Советский писатель (1983)
- «Кот в мешке», пер. с латышского. Рига: Лиесма (1983)

## Сценарии
По его сценарным работам на Рижской киностудии были сняты фильмы: «За поворотом — поворот» (1968), «Насыпь» (1970), «Цыплят по осени считают» (1973), «Твой сын» (1978).

## Путевые заметки
Путевые очерки А.Дрипе приобрели большой резонанс в латышской прессе. Его впечатления о жизни молодёжи в ФРГ сразу по возвращении публиковались с продолжением в номерах с 8-го по 11-й 1984 года  в комсомольско-молодёжном журнале  “Liesma” (тираж 174 000), в молодёжной газете “Padomju Jaunatne” (тираж 216 000 eks.) с 21 по 27 февраля 1985 года. Расширенная версия опубликованных в журнале очерков вошла отдельной главой в книгу “Līdzatvestais” (Взятое с собой, 1986).